# 日本二輪車オークション協会
一般社団法人日本二輪車オークション協会（にほんにりんしゃオークションきょうかい、JAPAN AUCTION BIKE ASSOCIATION）は、オートバイのオークションでの販売や流通を行う企業や団体で構成される一般社団法人。

## 概要
二輪車等のオークション会場において贓物（ぞうぶつ）等の流通防止、小売業者と協力し、青少年に係る二輪車等の窃盗犯罪等の発生の防止、二輪車等の流通の健全な発展と社会及び公共の利益に寄与する事を目的としている。

## 沿革
- 1992年2月15日 - 設立。
- 2013年2月1日 - 一般社団法人化

## 会員
正会員
- 北海道二輪車商業協同組合
- 株式会社ビーディーエス 柏の杜会場
- 埼玉オートバイ事業協同組合
- 株式会社オークネット
- 荒井商事株式会社ベイサイド会場
- 株式会社ジャパンバイクオークション横浜会場
- 愛知オートバイ事業協同組合
- 大阪オートバイ事業協同組合
- 株式会社ビーディーエス　関西会場
- 株式会社ジャパンバイクオークション神戸会場
- 広島県二輪自動車協同組合
- 荒井商事株式会社福岡会場
- 株式会社ビーディーエス九州会場

利用会員
- JU東京オートオークション